# Gilson Kleina
Gilson Kleina (* 30. März 1968 in Curitiba, Paraná) ist ein brasilianischer Fußballtrainer.

## Karriere
Kleina startete seine Laufbahn zunächst bei verschiedenen Klubs als Trainerassistent, u. a. in Frankreich bei Olympique Marseille. Danach durchlief er verschiedene unterklassige Klubs. Mit dem AA Ponte Preta schaffte er 2011 als Tabellendritter den Aufstieg in die Serie A. Noch im Zuge seiner folgenden ersten Saison als Erstligatrainer wechselte Kleina den Klub. Am 19. September 2012 wurde sein Wechsel zum SE Palmeiras bekannt. Diesen konnte er aber nicht vor dem Abstieg bewahren. In der folgenden Saison 2013 in der Serie B führte er die Mannschaft zum direkten Wiederaufstieg in die Série A als Meister.
Anfang September 2016 wurde bekannt, dass Kleina den Série B Klub Goiás EC bis zum Ende der Saison trainieren soll. Dieser Vertrag wurde Ende November 2016 um ein Jahr verlängert. Nachdem der Vertrag 2017 vorzeitig beendet wurde trainierte er in dem Jahr zwei weitere Klubs. Beim Chapecoense wurde er 2018 vorzeitig entlassen. Nachdem im Oktober des Jahres den Ponte Preta übernommen hatte, wurde sein Vertrag am Ende der Saison nicht verlängert.
Im März 2019 übernahm Kleina zunächst den Criciúma EC übernahm, um noch im August desselben Jahres zu Ponte Preta zurückzukehren. Hier wurde er im Februar 2020 wieder vorzeitig entlassen. Kurz nach Beginn der Série B 2020 Anfang August, wurde Náutico Capibaribe eingestellt. Am 17. November 2020 wurde er wegen Erfolglosigkeit wieder entlassen.
Ende Mai 2021 wurde Kleina zum fünften Mal Trainer bei Ponte Preta. Die Einstellung wurde bis zum Ende der Série B 2021 im November des Jahres befristet. Anfang Dezember verlängerte der Klub seinen Vertrag. Bereits am 19. Februar 2022 wurde ihm nach einer Niederlage in der Staatsmeisterschaft von São Paulo gegen den Guarani FC gekündigt. Einen Monat später präsentierte Chapecoense ihn zum zweiten Mal als neuen Cheftrainer. Am 5. Juli 2022 erfolgte seine vorzeitige Demission. Der Klub lag nach dem 16. Spieltag in der Série B 2022 auf dem 15. Tabellenplatz.
Am 1. September 2022 wurde Kleina als neuer Trainer beim Brusque FC vorgestellt. Es folgten Stationen 2023 bei der Associação Portuguesa de Desportos, 2023 bis 2024 beim Azuriz FC und 2024 beim FC Cascavel. Zum Start in die Saison 2025 übernahm er den EC Santo André.

## Erfolge
Coruripe
- Staatsmeisterschaft von Alagoas: 2006

Palmeiras
- Série B: 2013